# Eol (syn Hellena)
Eol (także Ajolos; gr. Αἴολος Aíolos, łac. Aeolus) – w mitologii greckiej król Magnezji w Tesalii.
Uchodził za syna Hellena i nimfy Orseis oraz za wnuka Deukaliona i Pyrry. Był bratem Dorosa i Ksutosa. Ze swoją żoną Enarete spłodził synów: Atamasa, Dejona, Kreteusa, Magnesa, Perieresa, Salmoneusa, Syzyfa i córki: Alkione, Kalyke, Kanake, Pejsidike, Perimede.